# Шапиро, Олег Аркадьевич
Олег Аркадьевич Шапиро (род. 20 июня 1962, Куйбышев, СССР) — архитектор, кандидат архитектуры (1989), сооснователь архитектурного бюро Wowhaus, почётный член РАХ (2014), заслуженный архитектор Республики Татарстан (2025).
Олег Шапиро — автор общественных пространств в Москве и в России, таких как Крымская набережная, Институт медиа, архитектуры и дизайна «Стрелка», обновленный Парк Горького, кинотеатр «Пионер», Электротеатр Станиславский, Центр документального кино, Музейный парк Политехнического музея, детская зона Московского зоопарка, Инновационный культурный центр в Калуге, Казанская набережная в Туле, здание нового театра им. Г.Камала Татарский театр имени Галиасгара Камала и др.

## Биография
В 1984 г. окончил архитектурный факультет Куйбышевского инженерно-строительного института.
С 1985 по 1989 гг. — стажировка и очная аспирантура МАРХИ. В 1989 году защитил кандидатскую диссертацию на тему «Совершенствование архитектурно-планировочной структуры городских производственных территорий, сложившихся вдоль железнодорожных магистралей» (научная специальность 18.00.02 — Архитектура зданий и сооружений). Первым официальным оппонентом по диссертации выступил доктор архитектуры, профессор Илья Смоляр.
С 1988 по 1993 гг. работал главным архитектором проекта Архитектурной мастерской № 7, затем руководил Архитектурной мастерской № 4 — первым творческим объединением СА СССР.
С 1993 по 2006 гг. занимался бизнес-проектами и частной архитектурной практикой.
В 2007 г. вместе с партнером Дмитрием Ликиным основал архитектурное бюро Wowhaus (Москва).
С 2011 по 2016 гг. — член Попечительского совета Института медиа, архитектуры и дизайна «Стрелка».
С 2012 по 2018 гг. — член Художественного совета Архитектурного совета города Москвы.
С 2014 г. — почётный член Российской академии художеств.
С 2018 по 2021 гг. — член Градостроительного совета при Губернаторе Самарской области.
С 2018 г. — соавтор образовательного курса «Проектирование общественных пространств. Архитектура как катализатор городской жизни» в Архитектурной школе МАРШ.
С 2019 г. — советник по образовательной программе Архитектурной школы МАРШ.
В 2022 г. — член федеральной комиссии по организации и проведению VII Всероссийского конкурса лучших проектов создания комфортной городской среды .
В 2025 г. — заслуженный архитектор республики Татарстан 

## Основные проекты
2024 г. — Обновление Парка Горького в Москве
2023 г. — Концепция Красноярского театра оперы и балета
2023 г. — Концепция общественно-культурного центра в Петропавловске-Камчатском
2023 г. — Проект благоустройства ЖК "Красный октябрь"
2022 г. — Мастер-план Нижнекамска
2022 г. — Мастер-план поселка Тухард на Крайнем Севере
2020 г. — Туристический мастер-план Тобольска2022 г. — Концепция Театра им. Камала в Казани. Коллаборация с Kengo Kuma and Associates.
2022 г. — Развитие территории «Горская» в Санкт-Петербурге. Коллаборация с Coop Himmelb(l)au.
2022 г. — Внутриквартальный двор ЖК «Селигер Сити».
2022 г. — Благоустройство территорий жилых кварталов в районе Раменки («Огни», «Событие», «Река»).
2021 г. — Концепция набережной федеральной территории Сириус в Сочи. Коллаборация с BIG (Bjarke Ingels Group).
2021 г. — Концепция Экополиса на Сахалине.
2021 г. — Экспозиция под открытым небом и благоустройство «острова» Триумфальной Арки (Москва).
2021 г. — Благоустройство эко-парка на набережной в Капотне (Москва).
2020 г. — Благоустройство территории ЖК «Царская площадь».
2020 г. — Концепция городской набережной в Дербенте.
2016 — 2021 гг. — Реконструкция Политехнического музея (Москва).
2016 — 2019 гг. — Музейный парк Политехнического музей (Москва).
2015 — 2019 гг. — Детская зона Московского зоопарка (Москва).
2017 — 2018 гг. — Ревитализация исторического центра Тулы. Проект разработан в сотрудничестве с правительством региона и администрацией г. Тулы.
2016 — 2018 гг. — Стратегия развития территории Музея-усадьбы «Архангельское».
2016 — 2017 гг. — Благоустройство Красногвардейских прудов (Москва).
2014 — 2016 гг. — Инновационный Культурный Центр в Калуге.
2014 — 2016 гг. — Реконструкция Электротеатра Станиславский (Москва).
2015 — 2016 гг. — Городская Ферма на ВДНХ (Москва).
2015 г. — Благоустройство Лужнецкой набережной (Москва).
2014 г. — Концепция развития территории Парка «Сокольники» (Москва). Победители в конкурсе на лучшую концепцию в составе консорциума Wowhaus, «Урбаника», Groundlab.
2013 г. — Благоустройство Крымской набережной (Москва).
2012—2013 гг. — Центр Документального кино.
2009—2010 гг. — Институт медиа, архитектуры и дизайна «Стрелка».
2009 г. — Благоустройство Парка Горького: Голицынский Пруд, Оливковый пляж, Фонтанная площадь, Павильоны, Каток.

## Премии и конкурсы
2023
— 1 место в конкурсе на разработку архитектурной концепции общественно-культурного центра в г. Петропавловске-Камчатском.
— Театр оперы и балета в Красноярске — победитель в конкурсе «Лучшие практики девелопмента в историческом центре: Концепции (стратегии) развития».
— Туристический мастер-план Тобольска — победитель в номинации «Приз зрительских симпатий» в конкурсе «Лучшие практики девелопмента в историческом центре: Концепции (стратегии) развития».
— 1 место в конкурсе на разработку концепции реконструкции Красноярского театра оперы и балета.
2022
— 1 место в конкурсе на концепцию театра Камала в Казани. Состав консорциума: Wowhaus, Kengo Kuma and Associates, Werner Sobek, ПТМ Бакулина Германа Алексеевича .
— 1 место в открытом международном конкурсе на разработку архитектурно-градостроительных решений территории «Горская» в Санкт-Петербурге. Состав консорциума: Wowhaus, Coop Himmelb(l)au, PricewaterhouseCoopers, Центр городских проектов «Штаб».
2021
— Парк на берегу Москвы-реки в Капотне и мастер-план музея-усадьбы «Архангельское» – среди лучших общественных пространств, реализованных и открытых в 2020 г. по версии журнала «Проект Россия» (95 номер) .
2020
— Шелепихинская набережная: Премия правительства Москвы за «лучший проект комплексного благоустройства природных и озелененных территорий города» .
2019
— Музейный парк Политехнического музея: XX Российская национальная премия по ландшафтной архитектуре (Москва), золотой диплом.
2018
— Красногвардейские пруды: Премия Archiwood, победитель по итогам общественного голосования в номинации «Дизайн городской среды».
— Серебряная медаль «За особый вклад в развитие Тульской области» за проекта «Тульская набережная» 
2016
— Городская ферма на ВДНХ (г. Москва): шорт-лист международного архитектурного фестиваля World Architecture Festival (WAF), Берлин.
— 4-е место в списке лидеров рынка, которые «Проектируют самую качественную архитектуру в Москве» (по данным исследования КБ «Стрелка» для Moscow Urban Forum 2016).
2015
— Золотой диплом VI Национальной премии по ландшафтной архитектуре в номинации «Лучшая компания года».

## Общественная деятельность
Был доверенным лицом Сергея Собянина на выборах мэра Москвы в 2018 году.